# Jocelyn Barrow
 Jocelyn Barrow  DBE (* 15. April 1929 in Port of Spain, Trinidad; † 9. April 2020 in London) war eine britische Pädagogin, Aktivistin für Rassengleichheit und Mitbegründerin der Kampagne gegen Rassendiskriminierung.

## Leben und Werk
Barrow wurde als Tochter von Olive (geborene Pierre) und dem Ingenieur Charles Barrow im kolonialen Trinidad geboren. Sie absolvierte nach dem Besuch der St. Joseph’s Convent-Schule in Port of Spain  eine Ausbildung als Lehrerin am staatlichen Lehrerausbildungscollege der Stadt. Sie kam 1959 nach Großbritannien, um einen Englisch-Abschluss an der London University zu machen, gefolgt von einem Aufbaustudium am Institute of Education. 1970 heiratete sie Jocelyn Henderson Downer, einen Rechtsanwalt und später Richter am jamaikanischen Berufungsgericht, der 2004 in den Ruhestand ging. Die meiste Zeit ihrer Ehe lebten sie zwischen Großbritannien und Jamaika, er kam zu Weihnachten, Ostern und einen Monat im Sommer nach London, während sie von Januar bis März nach Jamaika ging. Sie unterrichtete in den 1960er und 70er Jahren Englisch an Schulen in Hackney, einem der am stärksten benachteiligten Gebiete im Osten Londons. Später wurde sie Dozentin am Furzedown Teacher Training College in Tooting (London).
Ihre Erfahrungen als Lehrerin veranlassten sie, ein lokales Projekt namens „Each One Teach One“ zu gründen, das schwarzen Kindern und ihren Familien helfen sollte, sich gegenseitig pädagogisch zu unterstützen. Sie leistete Pionierarbeit bei der Einführung multikultureller Bildung an britischen Schulen, da nach ihrer Erkenntnis eine große Kluft zwischen gut ausgestatteten Schulen für hauptsächlich weiße Kinder der Mittelklasse und schlecht ausgestatteten Schulen für hauptsächlich schwarze Kinder der Arbeiterklasse bestand. Von 1964 bis 1969 war sie Generalsekretärin und dann stellvertretende Vorsitzende der Campaign Against Racial Discrimination (Card). Unmittelbar nach der Verabschiedung des Race Relations Act 1968 wurde sie zum Mitglied der Community Relations Commission ernannt. Sie war in diesem Gremium tätig, bis es nach dem Race Relations Act 1976 mit dem Race Relations Board zusammengelegt wurde, um die Kommission für Rassengleichheit zu bilden.
Von 1983 bis 1987 initiierte sie als Mitglied des Bewährungsausschusses und von 1981 bis 1988 insbesondere als erste schwarze Gouverneurin der BBC Programme, die junge Schwarze und Asiaten ermutigten, ihr Potenzial auszuschöpfen. Sie war auch Vorsitzende der Gleichstellungskommission für die Ausbildung von Rechtsanwälten und seit seiner Gründung im Jahr 1981 Patronin des Schwarzen Kulturarchivs. Sie wurde auch Gründerin und Präsidentin der Hackney Community Housing Association (1978 bis zu ihrem Tod), ein Mitglied des Wirtschafts- und Sozialausschusses der Europäischen Kommission (1990–1998) und ein Gouverneur des British Film Institute (1991–1997).  Sie war maßgeblich an der Gründung der North Atlantic Slavery Gallery und des Maritime Museum in Liverpool beteiligt.

## Ehrungen
- 1972 Officer des Order of the British Empire
- 1992 Dame Commander des Order of the British Empire
- 1993 Ehrendoktorwürde der University of Greenwich
- 2007 Ehrendoktorwürde der University of York

## Mitgliedschaften
- Governor of the Commonwealth Institute (acht Jahre)
- Council Member of Goldsmiths, University of London
- Vizepräsidentin der United Nations Association im Vereinigten Königreich
- National Vice-President of the Townswomen's Guild
- Patron of the Black Cultural Archives